# پایگاه آب‌نشین کلاووک
پایگاه آب‌نشین کلاووک (به انگلیسی: Klawock Seaplane Base) یک فرودگاه همگانی بهره‌برداری هوایی است که یک باند فرود آب دارد و طول باند آن ۱۵۲۴ متر است. این فرودگاه در شهر کلاووک، آلاسکا کشور ایالات متحده آمریکا قرار دارد و در ارتفاع ۰ متری از سطح دریا واقع شده‌است.